# Sterolo 14-demetilasi
La sterolo 14-demetilasi è un enzima appartenente alla classe delle ossidoreduttasi, che catalizza la seguente reazione:
obtusifoliolo + 3 O2 + 3 NADPH + 3 H+ ⇄ 4α-metil-5α-ergosta-8,14,24(28)-trien-3β-olo + formato + 3 NADP+ + 4 H2O
L'enzima è una proteina eme-tiolata (P-450) che catalizza le successive idrossilazioni del gruppo 14α-metile e del C-15, seguite dall'eliminazione del formato, lasciando il doppio legame 14(15).
Questo enzima agisce su un ampio raggio di steroidi con un gruppo 14α-metile.
La classe antimicotica degli azoli utilizzata per le infezioni sistemiche inibisce questo enzima rendendo quindi impossibile la sintesi dell'ergosterolo.